# Dorfkirche Brädikow

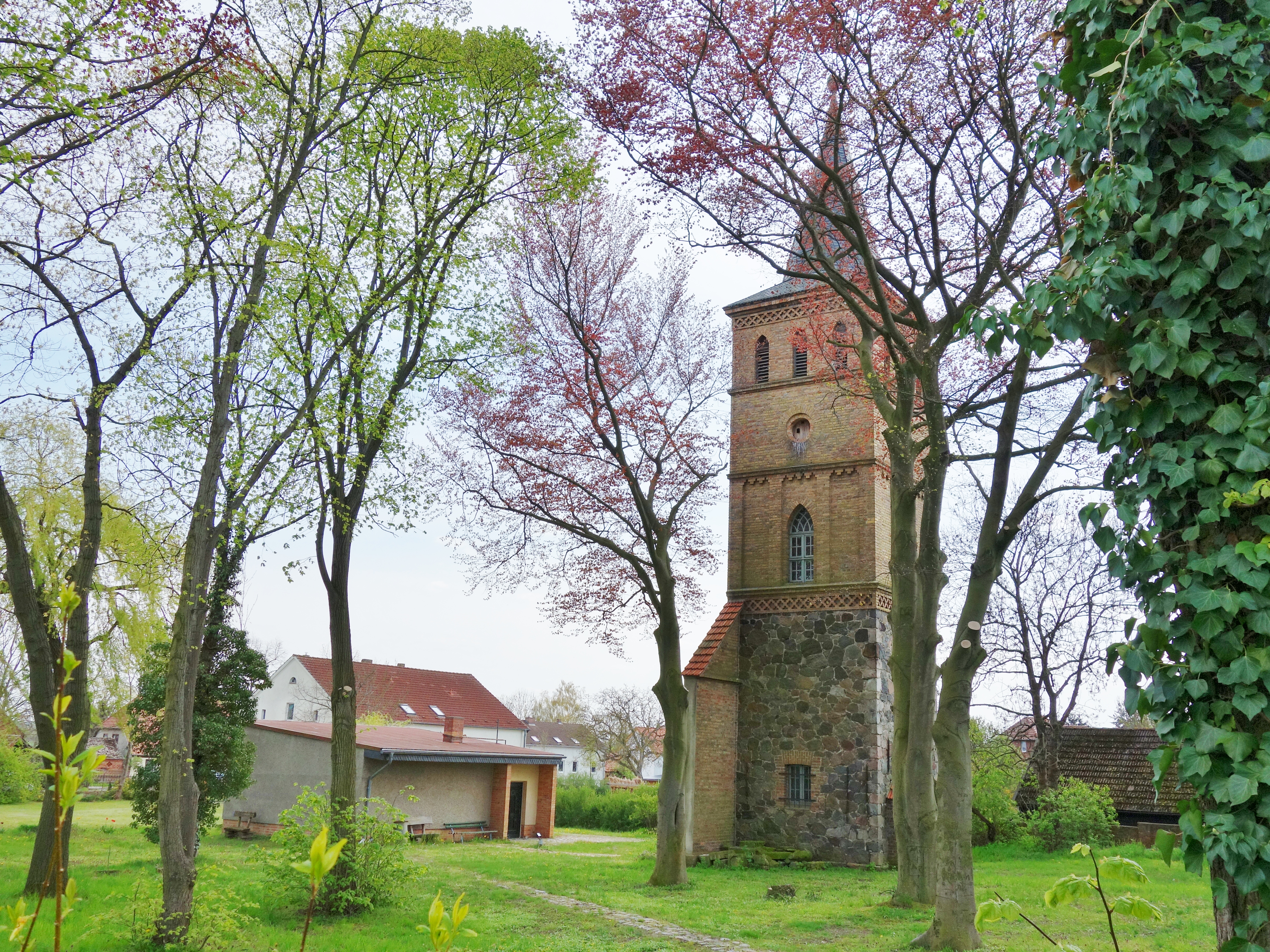
Kirchturm und Gemeinderaum in Brädikow

Die evangelische Dorfkirche Brädikow war eine Saalkirche in Brädikow, einem Ortsteil der Gemeinde Wiesenaue im brandenburgischen Landkreis Havelland, von der heute nur noch der Kirchturm erhalten ist. Die Kirchengemeinde, die in einem neu errichteten Gemeinderaum beheimatet ist, gehört der evangelischen Kirchengemeinde Havelländisches Luch im Kirchenkreis Nauen-Rathenow der Evangelischen Kirche Berlin-Brandenburg-schlesische Oberlausitz an. Der Kirchturm steht unter Denkmalschutz.

## Baubeschreibung
Mitte des 18. Jahrhunderts wurde die ehemalige Kirche in Brädikow als barocke Saalkirche aus Ziegelfachwerk errichtet. Etwa ein Jahrhundert später, im Jahr 1868, wurde im Westen der Kirche der bis heute erhaltene, neugotische Glockenturm aus gelben Ziegeln auf einem Feldsteinsockel ergänzt. Im Jahr 1974 wurde das Kirchenschiff aufgrund von Baufälligkeit abgerissen. Stattdessen wurde ein Gemeinderaum in Bungalowform errichtet, welcher im Bereich des früheren Altarraumes platziert wurde. In diesem Raum befindet sich eine Orgel, die 1884 von Friedrich Hermann Lütkemüller gebaut wurde, sowie die hölzerne Taufe aus der früheren Kirche. Der Glockenturm ist erhalten und beherbergt ein zweistimmiges Geläut, zu dem auch eine Bronzeglocke gehört, die 1896 aus dem Material einer Glocke von 1514 gegossen wurde.